# Gulnazar Keldi
Gulnazar Keldievich Keldiev - em russo:  Гульназар Кельдиевич Келдиев, em persa, گلنازار کلدیویچ کلدیف e em tajique:  Гулназар Келдиевич Келдиев (Dardar, 20 de setembro de 1945 - Duchambé, 13 de agosto de 2020), conhecido apenas como Gulnazar Keldi, foi um jornalista, escritor e poeta do Tajiquistão. É o autor da letra de Surudi Milli, o hino nacional de seu país.
Formado na Universidade Nacional Tajique em 1966, começou a trabalhar como jornalista correspondente, virando editor-chefe do jornal Komsomoli Tojikiston. Entre 1991 e 2020, foi editor do semanário Adabiyot va san'at ("Literatura e Arte", em tajique).
Keldi contraiu a Covid-19 e em 13 de agosto de 2020, veio a falecer, aos 74 anos, em Duchambé, após complicações da doença.